# Octrooi

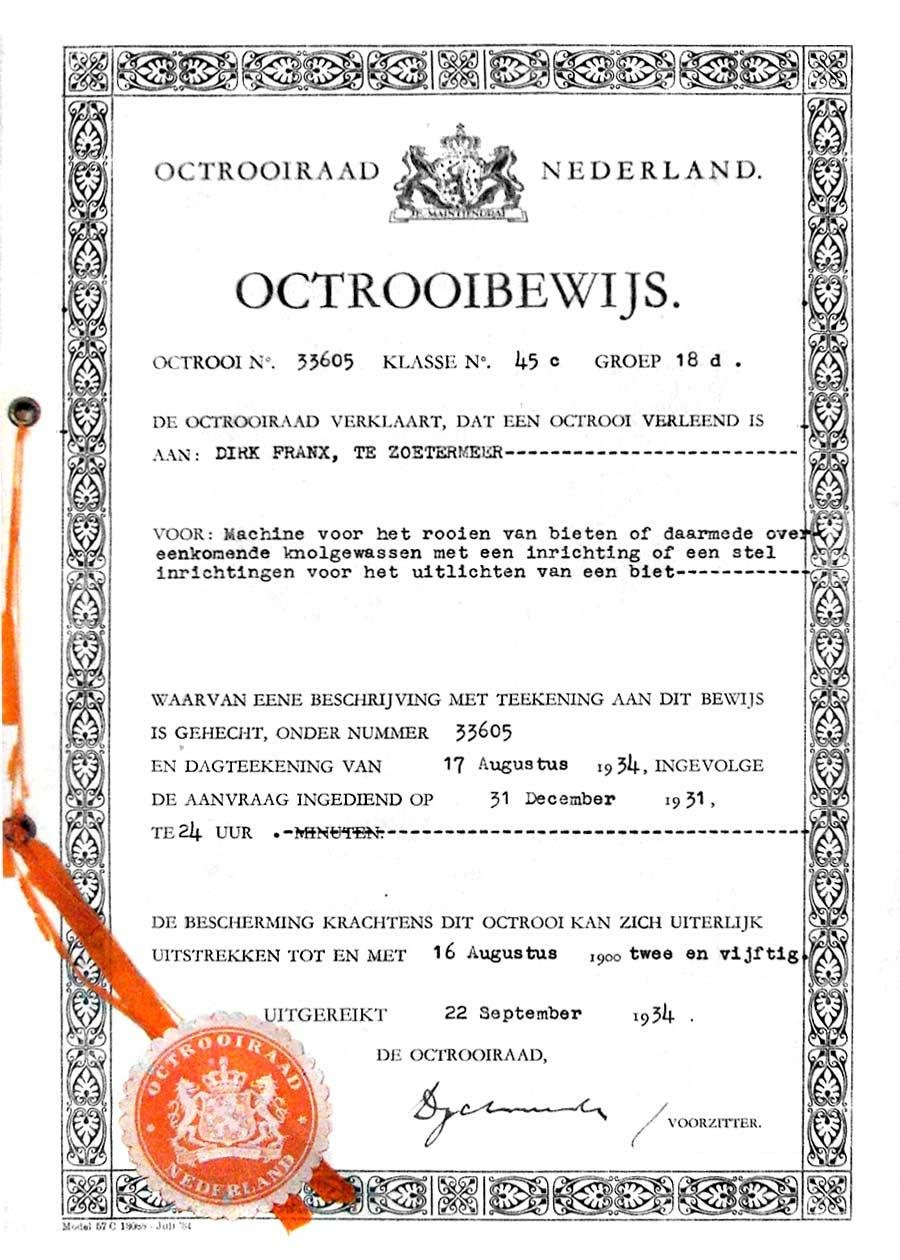
Octrooibewijs

Een octrooi of patent is een exclusief recht tot het verkoopklaar maken, industrieel verveelvuldigen en/of verkopen van een product of werkwijze anderszins het exploiteren van een uitvinding. Een octrooi betekent voor de rechthebbende een vorm van eigendomsrecht op het betreffende product of een stuk techniek (werkwijze). Wereldwijd zijn er miljoenen octrooirechten van kracht en elk jaar komen er duizenden nieuwe octrooiaanvragen bij. Octrooibescherming in België en Nederland is in nationale wetgeving geregeld. Daarnaast zijn er internationale verdragen zoals het Europees Octrooiverdrag en is er EU-regelgeving op octrooigebied.
Een octrooi geeft de octrooihouder in het algemeen het recht om anderen te verbieden de uitvinding bedrijfsmatig toe te passen, bijvoorbeeld te vervaardigen, in te voeren, te gebruiken, in voorraad te hebben enzovoorts. Er is geen overheidsinstantie verantwoordelijk voor de bescherming; de octrooihouder dient zelf praktische en juridische stappen te nemen als het vermoeden bestaat dat verleende octrooirechten worden aangetast.
Een octrooihouder heeft niet automatisch op basis van het verleende octrooi het recht om de uitvinding toe te passen. In veel gevallen zijn daarvoor nadere vergunningen nodig, in Nederland bijvoorbeeld op grond van de Warenwet of op grond van de milieuwetgeving. Het is ook mogelijk dat octrooirechten van anderen toepassing van de uitvinding in de weg staan.
Onderzoek naar bestaande octrooien kan digitaal gedaan worden op bijvoorbeeld de website Espacenet. Hiervan bestaat ook een Nederlandstalige versie.

## Definitie
Een octrooi of patent geeft over het algemeen een exclusief recht om anderen te verbieden een uitvinding in of voor zijn bedrijf te gebruiken. Als iemand een octrooi heeft, wil dat nog niet zeggen dat diegene de uitvinding ook mag toepassen. Dat kan in strijd zijn met wetgeving of inbreuk maken op andermans rechten. Een octrooi is het recht om anderen te verbieden te doen wat in het octrooibewijs in de conclusies (claims) staat beschreven. Octrooi kan ook door anderen dan de uitvinder worden aangevraagd.
Een octrooihouder krijgt daarmee voor een bepaalde tijd (in de meeste landen maximaal twintig jaar, te rekenen van de indieningsdatum van de octrooiaanvraag) het exclusieve recht op het uitbaten van zijn uitvinding. Voor het geldig blijven van het octrooi dient in de meeste landen jaarlijks octrooibelasting te worden betaald. Wordt dit niet (meer) gedaan of zijn de twintig jaar voorbij, dan is het exclusieve recht niet langer geldig en kan anderen niet verboden worden om de uitvinding toe te passen.

### Etymologie
Het woord octrooi gaat terug op het middelnederlandse octroy met de betekenis 'machtiging door een bevoegde autoriteit'. Het vindt zijn oorsprong in het latijnse auctorare, dat betekent 'een contract aangaan, verbinden, verplichten' (van auctor). Octrooien werden vroeger ook verleend op ontdekkingen in het algemeen, bijvoorbeeld een ontdekking van een land.
De in onder meer Duitsland en Engeland gebruikte term 'patent' is afkomstig van het Franse 'lettres patentes', waarmee een bepaalde authentieke akte wordt aangeduid. De Franse term voor octrooi is 'brevet d'invention'.

## Geschiedenis
Het eigendomsrecht op uitvindingen, literatuur, muziek en kunst kon in de vroegmoderne periode worden beschermd door hiervoor octrooi aan te vragen bij de Staten-Generaal. Ontsluiting van de archieven over de periode 1626-1651 levert informatie op over techniek, nijverheid en oorlogsmateriaal uit die tijd zoals molens, wapentuig, een zelfspelend orgel, gloeioven of kanaalgraafmachine. Een bijzondere categorie was die van abstracte theorieën, zoals een geheimschrift of de cirkelkwadratuur. Meestal boog een kleine commissie gedeputeerden zich over de oorspronkelijkheid van de uitvinding aan de hand van beschrijvingen, tekeningen of demonstratiemodellen. Er kon octrooi worden verleend voor een bepaalde periode die op aanvraag kon worden verlengd. Ook toen al vochten uitvinders het eigendomsrecht van anderen aan. Zo vroeg Gerhart Hoeben uit Dordrecht in 1626 met succes om een onterecht aan een ander verleend octrooi op een perpetuum mobile ongeldig te verklaren.

## Doel
Het octrooisysteem is bedoeld om de technische ontwikkeling vooruit te helpen. In ruil voor de openbaarmaking van de uitvinding krijgt de aanmelder octrooi. Voor de aanmelder kan dat interessant zijn om investeringen in onderzoek en ontwikkeling te beschermen. Het idee is om de ontwikkeling van een uitvinding de moeite waard te maken; zonder octrooibescherming zou een concurrent een product kunnen namaken zonder mee te betalen aan onderzoek en ontwikkeling, waardoor hij de uitvinder uit de markt zou kunnen concurreren — met het gevolg dat niemand meer in onderzoek en ontwikkeling zou investeren. Soms is geheimhouding een alternatief, maar vaak ook niet, bijvoorbeeld als de constructie van een geoctrooieerd apparaat eenvoudig kan worden achterhaald door het uit elkaar te halen. Bij octrooiverlening is de uitvinding, ondanks de openbaarmaking, toch beschermd. Wel kan de openbaarmaking ter informatie dienen voor verder onderzoek. Octrooien kunnen ook gebruikt worden als ondersteuning bij de verkoop van producten en processen.

## Een octrooi bemachtigen
Een octrooi geldt voor één land. Om uitvinders in staat te stellen in meerdere landen tegelijk een octrooi te verkrijgen, hebben sommige landen een gezamenlijk systeem opgezet. In Europa is een groep landen tot de oprichting van het Europees Octrooibureau (EOB) of European Patent Office (EPO) gekomen, grondslag is het Europees Octrooiverdrag. Deze instantie behandelt octrooiaanvragen centraal voor de staten die aangesloten zijn bij het verdrag. Daar kan men in een van drie talen (Frans, Duits, Engels) octrooi aanvragen voor alle of een deel van de deelnemende staten. Na verlening valt het octrooi uiteen in nationale octrooien. Ze krijgen in het desbetreffende land geldigheid, vanaf het moment dat het verleende octrooi in dat land wordt ingeschreven en er jaarlijkse instandhoudingstaksen worden betaald. Met betrekking tot de voorheen bijna altijd vereiste vertaling in de taal van het land is bij het Londen-protocol (april 2008) bepaald, dat landen die een van de drie talen van het Europees Octrooibureau als officieel erkende taal hebben, geen vertaling meer mogen verlangen. Een aantal andere landen, waaronder Nederland, heeft besloten dat wanneer het octrooi verleend is in een van de drie talen, alleen de octrooiconclusies nog vertaald moeten worden. Nederland heeft gekozen voor het Engels. Wanneer het octrooi in het Duits of het Frans verleend is, moet in Nederland ook de beschrijving in het Nederlands of Engels vertaald worden.
Het EOB is een internationale organisatie en valt niet onder EU-wetgeving; wel kan de Europese Octrooiorganisatie EU-wetgeving overnemen, wat bijvoorbeeld in 1999 is gedaan voor wat betreft biotechnologische uitvindingen: Regels 26 t/m 34 EPC2000 zijn gebaseerd op EU richtlijn 98/44/EG. De Administrative Council bestaat uit door de lidstaten aangewezen leden.

## Voorwaarden aan het octrooi
Alleen uitvindingen zijn octrooieerbaar. Een octrooibureau zal dus allereerst kijken of een octrooiaanvraag wel een uitvinding betreft. Ontdekkingen als zodanig zijn bijvoorbeeld geen uitvindingen.
De basiseisen voor een octrooieerbare uitvinding zijn als volgt:
- De uitvinding moet nieuw zijn.
- De uitvinding moet uitvinderswerkzaamheid hebben, dat wil zeggen: niet voor de hand liggen voor een "deskundige".
- De uitvinding moet industrieel toepasbaar zijn.

### Een uitvinding
Octrooien worden alleen verleend op uitvindingen. Deze eis dient ter onderscheid met andere vormen van intellectueel eigendom. Vooral wordt met de eerste bepaling onderscheid gemaakt tussen octrooi en auteursrecht (maar ook gemeenschapsmodellen, merkenrecht en dergelijke).
De vraag blijft wat een "uitvinding" nu precies is. Er is geen duidelijke definitie, al vinden de meeste deskundigen in Europa dat een uitvinding een stuk techniek moet betreffen. Sinds eind 2007 bepaalt het Europees Octrooiverdrag, en ook de Nederlandse octrooiwet, dat octrooien worden verleend "op alle gebieden van de techniek". Hiermee heeft de wetgever willen bevestigen dat octrooi alleen wordt verleend op techniek, iets wat (in Europa) al veel langer werd aangenomen, als een regel van gewoonterecht die bovendien wordt bevestigd door de taal van de wet. In de Rijksoctrooiwet 1995 blijkt dit techniek-vereiste bijvoorbeeld uit de bepaling over nieuwheid, die luidt 'Een uitvinding wordt als nieuw beschouwd, indien zij geen deel uitmaakt van de stand van de techniek'. Een puur abstract iets, zoals een foto of een stuk tekst, is geen techniek en kan dus niet met een octrooi beschermd worden.
De octrooiwet bevat een negatieve definitie: een aantal zaken wordt expliciet genoemd als geen octrooieerbare uitvinding. Zo zijn wiskundige methodes en ontdekkingen (bijvoorbeeld op natuurkundig vlak) uitgesloten. Een ontdekking is op zich nog geen uitvinding, maar kan wel de basis vormen van een uitvinding. De ontdekking dat een metaal stroom geleidt, kan worden gebruikt om een nieuwe elektriciteitsdraad uit te vinden.
Ook sluit de octrooiwet puur geestelijke activiteiten, werkwijzen voor het zakendoen en computerprogramma's uit van octrooi. Volgens de octrooiwet zijn deze uitsluitingen echter beperkt tot de genoemde zaken als zodanig. Een uitvinding die meer is dan een computerprogramma als zodanig mag wel worden geoctrooieerd. Hoe dit precies moet worden uitgelegd, was de afgelopen jaren onderwerp van een heftige discussie rondom softwarepatenten. In oktober 2008 is in dit verband een aantal vragen voorgelegd aan de Grote Kamer van Beroep van het EOB. In mei 2010 heeft deze Kamer echter om formele redenen beslist niet bevoegd te zijn hierover te oordelen; zij was van mening dat de verschillende Kamers van Beroep van het EOB op dit gebied geen divergerende jurisprudentie hadden ontwikkeld en liet doorschemeren dat als een andere lijn gewenst was, hier een taak lag voor de wetgever.
Artikel 53 somt op waarvoor geen octrooirecht kan worden verleend. Dit zijn uitvindingen waarvan commerciële exploitatie zich kant tegen de openbare orde of moraliteit. Daarnaast kunnen planten- en dierenvariëteiten, en processen die in essentie van biologische aard zijn, niet worden geoctrooieerd. Ook behandelmethoden van een menselijk of dierenlichaam door operatie of therapie en diagnostische methodes die op deze worden uitgevoerd, zijn uitgesloten, met uitzondering van producten die hierbij helpen.
In 2010 oordeelde de Grote Kamer van Beroep dat voor niet-microbiologische processen voor de productie van planten – die uit stappen bestaan voor het seksueel kruisen van gehele genomen van planten en het opvolgend selecteren van planten – in principe geen octrooi kan worden verleend, omdat het in strijd is met de essentiële biologische aard.

### Uitvinding moet nieuw zijn
De volgende eis is dat een uitvinding nieuw moet zijn. Een octrooi mag niet worden verleend op iets dat al bekend was. Dat klinkt logisch, maar het is geregeld een hindernis bij het verkrijgen van octrooi.
Een uitvinding is nieuw als ze nog niet openbaar gemaakt is. De manier waarop dat gebeurt, is niet relevant. Een artikel in een dorpskrantje telt net zo zwaar als publicatie in een wetenschappelijk tijdschrift. Ook mondelinge publicaties (voordrachten, lezingen, discussies in het openbaar) tellen.
Het toetsen op nieuwheid is een omvangrijke opgave, omdat het een overzicht vergt van de hele wereldliteratuur. De verschillende octrooibureaus beschikken over enorm uitgebreide bibliotheken van van alles en nog wat en indices erbij om onderwerpen op te kunnen zoeken. Toch worden octrooien na verlening regelmatig aangevochten bij de rechter omdat ze niet nieuw zouden zijn.
Redelijk vaak wordt zo'n aanvechting gewonnen, want de "stand van de techniek" (de verzameling van alles wat bekend is in de wereld) is enorm en niemand heeft het volledige overzicht. Daarbij moet wel worden opgemerkt dat een rechtszaak over de geldigheid van een octrooi alleen wordt aangespannen als het niet evident is of het octrooi geldig is of niet.
Overigens zijn er twee uitzonderingen voor openbaarmakingen die plaatsvinden kort voordat de aanvraag ingediend wordt. Indien een uitvinding zonder toestemming wordt gepubliceerd met het doel een octrooiaanvraag te saboteren, of als zij wordt geopenbaard op een expositie bij een Wereldtentoonstelling (dus niet een gewone vakbeurs), blijft de publicatie buiten beschouwing mits de aanvraag vervolgens binnen 6 maanden wordt ingediend. In bijvoorbeeld de VS geldt overigens sowieso een termijn van een jaar, ook na geldige openbaarmaking door de uitvinder zelf in bijvoorbeeld een artikel in een wetenschappelijk tijdschrift.

### Uitvinderswerkzaamheid
De belangrijkste eis bij een octrooi is echter niet nieuwheid, maar inventiviteit of (de wettelijke benaming) uitvinderswerkzaamheid. Dit noemt men ook weleens "uitvindingshoogte", hoewel dat eigenlijk een germanisme is. Een uitvinding mag geen kleine of voor de hand liggende variant op een al bekend apparaat, product of werkwijze zijn.
Als men een paperclip heeft, kan men een stapeltje papier bij elkaar houden. Las twee paperclips aan elkaar en men kan twee stapeltjes papier bij elkaar houden. Alleen is het dan de vraag of zo'n dubbele paperclip wel het resultaat is van uitvinderswerkzaamheid.
In Nederland wordt voor het bepalen van de inventiviteit van een uitvinding gebruikgemaakt van de "problem-solution approach". Dit is ook de benadering die binnen het Europees Octrooibureau wordt toegepast. In het Verenigd Koninkrijk gebruikt men weer een andere toetsingsmethode. Om te bepalen of een uitvinding inventief is wordt uitgegaan van de "gemiddelde vakman" (die tevens een team van vakmensen kan zijn).

### Industriële toepasbaarheid
De laatste eis is dat een uitvinding industrieel toepasbaar moet zijn. Dit betekent min of meer dat een uitvinding waarop octrooi aangevraagd wordt, gebouwd moet kunnen worden, toegepast moet kunnen worden en moet werken.
"Industrieel toepasbaar" wil niet zeggen dat alleen hightech of alleen machines geoctrooieerd kunnen worden. Maar de uitvinding moet wel geschikt zijn om gemaakt te worden in de industrie.
H.G. Wells schreef ooit een verhaal over een ruimtevaartuig dat werkte met een metaal dat de zwaartekracht ophief. Daarop is geen octrooi mogelijk, want een dergelijk metaal bestaat niet en de uitvinder kan dus niet uitleggen hoe de uitvinding gebouwd kan worden. Een perpetuum mobile is in strijd met de natuurwetten en kan daarom ook niet worden geoctrooieerd, al blijven uitvinders het regelmatig proberen.
En het laatste punt zal ook duidelijk zijn: een uitvinding die niet werkt, is niet octrooieerbaar.
In de praktijk speelt het vereiste van industriële toepasbaarheid nauwelijks nog een rol. Tot voor kort was dat anders, toen – bij wijze van wettelijke fictie – methoden voor behandeling en diagnostiek uitgevoerd aan het menselijk of dierlijk lichaam niet voor industriële toepassing vatbaar werden geacht, maar tegenwoordig worden die zonder deze ingewikkelde omweg uitgesloten.

## Het recht op octrooi
In principe mag iedereen octrooi aanvragen — een gewoon persoon of een rechtspersoon. Over het algemeen komt het octrooi toe aan de uitvinder, of aan alle uitvinders gezamenlijk als het een groep betreft. Octrooi op uitvindingen gedaan door personen in dienst van een ander, komt veelal toe aan de werkgever (bedrijven als Philips en IBM bezitten veel octrooien). Wie het octrooi ook bezit, de echte uitvinder moet, behalve als dat niet gewenst is, op het octrooi genoemd worden ("ere wie ere toekomt").
Een bijzondere situatie doet zich voor in het geval van "botsing": als twee personen of instanties tegelijkertijd hetzelfde uitvinden. In dat geval geldt de regel "wie het eerst komt, het eerst maalt". Dat wil zeggen: de eerste persoon die octrooi aanvraagt en waarvan de octrooiaanvraag gepubliceerd wordt, heeft het recht op octrooi. Degene die als eerste de uitvinding doet, heeft dus niet noodzakelijk het recht op octrooi — het recht op octrooi gaat naar de eerste die erom vraagt (uiteraard wel naar een echte uitvinder; men kan niet iemands octrooi stelen door als eerste naar het octrooibureau te gaan en de uitvinding te claimen). Tot mei 2013 vormden de Verenigde Staten hierop de enige uitzondering. Daar werd het systeem van de eerste uitvinder gehanteerd, en in het geval van een "botsing" was de uitvinder die het eerste succesvol was in het testen van zijn uitvinding in de praktijk degene die recht had op het octrooi. Met de America Invents Act is ook in de VS, voor nieuwe octrooiaanvragen, het principe van de eerste aanvrager ingevoerd.

### Nietig laten verklaren octrooi, kosten
Een octrooi kan nietig worden verklaard. Degene die met succes een nietigheidsactie is gestart kan de proceskosten van de verliezer (de octrooihouder) vergoed krijgen. Gewoonlijk is dat een forfaitaire vergoeding, en blijft de winnaar dus met een deel van zijn advocaatkosten zitten. Indien er echter sprake is van een voldoende concrete dreiging van handhaving (een sommatie) is er geen sprake meer van een zuivere nietigheidsactie maar van een "vooruitgeschoven inbreukverweer". In die gevallen zal de rechter de verliezer veroordelen in de redelijke en evenredige proceskosten, die vaak tienduizenden euro’s bedragen.

## Octrooi op groenten en fruit
In Europa is het onder het Europees Octrooiverdrag verboden om essentieel biologische processen in de klassieke veredeling te octrooieren. In maart 2015 oordeelde de Grote Kamer van Beroep van het Europees Octrooibureau dat dit niet van toepassing is op producten die hieruit voortkomen, waardoor zaden, planten en vruchten wel geoctrooieerd kunnen worden wanneer deze een nieuwe eigenschap bezitten. Volgens critici is dit een bedreiging voor biodiversiteit en voedselzekerheid, en remt het de vooruitgang in de veredeling. De octrooihouders zien het juist als een manier om innovatie mogelijk te maken door bescherming van intellectueel eigendom.

## Maatschappelijke en economische functie octrooi
Octrooien kunnen op gespannen voet staan met vrije marktwerking, de octrooihouder kan immers zijn concurrenten verbieden soortgelijke producten op de markt te brengen. Octrooien zijn te rechtvaardigen als de optelsom van de mogelijk negatieve effecten op concurrentiewerking en de positieve effecten op innovatie die resulteren in een netto voordeel voor de maatschappij. Bovendien betreffen octrooien per definitie nieuwe producten of toepassingen, die vaak nog de weg moeten vinden naar een markt die vóór de uitvinding werd gedaan nog niet bestond. In een dergelijke nieuwe markt kan überhaupt geen sprake zijn van marktwerking.
Het uitzicht op het verkrijgen van een beloning in de vorm van een octrooi is bedoeld om bedrijven te prikkelen investeringen in onderzoek te doen waar uiteindelijk de gemeenschap baat bij heeft. In tegenstelling tot het bedrijfsgeheim is een octrooi publiek te raadplegen met het doel anderen te instrueren.
De octrooihouder kan een licentie verschaffen aan anderen en daarmee inkomsten genereren. Octrooien kunnen ook strategisch worden ingezet, met het doel de concurrentie te dwarsbomen en te verzwakken. Agressief strategisch gebruik vraagt om defensief strategisch gebruik door concurrenten. Dat kan tot een kostbare wapenwedloop leiden waar uiteindelijk niemand beter van wordt, behalve octrooigemachtigden en advocaten. De Amerikaanse literatuur heeft het in dit verband zelfs over "mutually assured destruction", een kreet uit de tijd van de kernwapenwedloop, met de strekking dat als iemand het in zijn hoofd zou halen een concurrent voor inbreuk aan te klagen, hij zelf meteen teruggepakt zou worden.
In Nederland rapporteerde de commissie-Giskes in 2005 aan staatssecretaris Karien van Gennip: "Het is de Adviescommissie gebleken in haar rondgang dat er grote maatschappelijke onvrede heerst over de kwaliteit van octrooien in het algemeen en op het gebied van software in het bijzonder, in die zin dat men van mening is dat octrooien worden verleend op triviale of marginale uitvindingen. De Adviescommissie beveelt aan dat Nederland zijn invloed aanwendt in de Administrative Council van de Europese Octrooiorganisatie (EOO) om dit kwaliteitsprobleem te adresseren en zich ervoor inzet dat de kwaliteit van verleende octrooien, in het bijzonder in het geval van software, wordt verhoogd. Dit zou kunnen door de norm voor inventiviteit aan te scherpen."
In de praktijk blijken multinationale ondernemingen onderling vaak een juridische wapenstilstand te hebben waarbij op grote schaal kruislicenties verschaft en verkregen worden zonder geldelijke stromen. Voor grote bedrijven zijn octrooien een middel om kleinere spelers in de markt onder druk te zetten, maar de praktijk van de afgelopen jaren leert dat kleine spelers ook grote bedrijven met succes kunnen aanklagen wegens octrooi-inbreuk. Zie bijvoorbeeld Eolas versus Microsoft.

## Kritiek
Juridisten, economen, activisten, beleidsmakers, vertegenwoordigers van de industrie en handelsorganisaties hebben verschillende opvattingen over patenten. In de negentiende eeuw kwamen kritische perspectieven naar voren die vooral gebaseerd waren op de principes van vrijhandel. :262–263 Hedendaagse kritiek herhaalt die argumenten en argumenteert dat patenten innovatie blokkeren en middelen verspillen (bijvoorbeeld met patentgerelateerde overheadkosten) die anders productief zouden kunnen worden gebruikt om technologie te verbeteren. Deze en andere onderzoeksresultaten laten zien dat patenten innovatie verminderden vanwege de volgende mechanismen:
- Patenten van lage kwaliteit, patenten die dingen beschrijven die reeds bekend zijn of voor de hand liggende patenten belemmeren innovatie en commercialisering.[15][16][17]
- Het blokkeren van het gebruik van fundamentele kennis met patenten creëert een "tragedie van de anticommons", waar toekomstige innovaties niet kunnen plaatsvinden buiten een enkel bedrijf in een heel veld".[18]
- Octrooien verzwakken het publieke domein en de innovatie die daaruit voortkomt.[19]
- Een "overlappende reeks octrooirechten" vereist dat innovatoren licentieovereenkomsten sluiten voor meerdere octrooien uit meerdere bronnen.[20][21]
- Brede patenten verhinderen dat bedrijven producten commercialiseren en schaden innovatie.[22] In het ergste geval zijn dergelijke brede octrooien in handen van entiteiten die zelfs niks produceren (patenttrollen), en die dus ook niet bijdragen aan innovatie.[23][24] Het bezitten van patenten van slechte kwaliteit door patenttrollen[25] heeft zowel tot kritiek op het octrooibureau als op het systeem zelf geleid.[26] In 2011 moesten Amerikaanse bedrijfsentiteiten bijvoorbeeld $ 29 miljard aan directe kosten maken vanwege patenttrollen.[27] Volgens de Santa Clara University School of Law maakten rechtszaken die werden aangespannen door "octrooibeschermingsbedrijven" 61% van alle octrooizaken uit in 2012.[28]
- Octrooien passen een "one size fits all" -model toe op bedrijfstakken met verschillende behoeften, wat vooral onproductief is voor de software-industrie.
- Het zoeken naar politieke rente door eigenaren van farmaceutische patenten is ook een punt van kritiek, omdat dit voor hoge prijzen van geneesmiddelen zorgt, zodat levensreddende medicijnen onbetaalbaar worden voor veel mensen.[29]

### Big Data
Voorts worden sinds de commercialisatie van internet door bedrijven als Google, Amazon, Facebook en Microsoft steeds meer privé-data onder een recht op gratis wereldwijd hergebruik gebracht dat deze bedrijven burgers vragen in ruil voor het gebruik van diensten als email, zoekmachine en berichten sturen.

## Prijzen als alternatief voor octrooien
Sommige auteurs die voor hervorming van octrooien bepleiten, hebben het gebruik van prijzen voorgesteld als alternatief voor octrooien. Critici van het huidige octrooisysteem, zoals Joseph E. Stiglitz, zeggen dat octrooien geen stimulans bieden voor innovaties die niet commercieel verhandelbaar zijn. In de plaats van octrooien suggereert Stiglitz het idee van prijzen die kunnen worden toegekend om oplossingen voor mondiale problemen (zoals aids) te kunnen ontwikkelen.
Octrooien verschaffen in wezen een tijdelijk monopolie op een product aan de eerste uitvinder of firma die het product bedenkt. Octrooien variëren in duur, maar zijn ontworpen om lang genoeg mee te gaan zodat de innovator zijn investering terugverdient. Octrooien zijn een stimulans zolang het product dat wordt uitgevonden, via de vrije markt onder de consumenten wordt gedistribueerd. Hoewel veel gepatenteerde producten op de markt komen, kan de producent gelijk welke prijs aan het product toekennen, ongeacht de productieprijs, die doorgaans de prijs op de vrije markt bepaalt. Octrooien leveren echter winst op door de informatie aan anderen te beperken, er is geen vrije markt. Stiglitz ziet patenten als een probleem voor de innovatie van medicijnen en andere producten die niet zouden moeten gemaakt worden met het doel winst te maken, maar om wereldwijde problemen op te lossen.
Het aanbieden van een prijs in plaats van een octrooi zou volgens Stiglitz het gebrek aan stimulans voor problemen zoals ziekte in ontwikkelingslanden aanpakken en het zou producten opleveren die onmiddellijk betaalbaar zijn in plaats van pas nadat het octrooi afloopt. Het toekennen van prijzen biedt een vast bedrag dat passend is voor de vergoeding van geneesmiddelenonderzoek. Tegenwoordig geven veel farmaceutische bedrijven veel geld uit dat via patenten is verdiend aan marketing en reclame, in de plaats van het te gebruiken voor onderzoek naar de medicijnen zelf.
Stiglitz beweert verder dat totdat generieke versies van geneesmiddelen in de schappen komen, wat gebeurt nadat een octrooi is verlopen, de kosten naar de consument worden doorgeschoven omdat de prijzen niet door de vrije markt worden bepaald. Deze kosten zijn zeker groot in ontwikkelingslanden en Stiglitz suggereert dat ze zouden worden verlaagd door prijzen aan te bieden in plaats van patenten. Stiglitz verdedigt het idee om geld van ontwikkelingssamenwerking te gebruiken om prijzen te financieren, omdat het meer hulp zou bieden dan waarvoor de fondsen nu worden gebruikt.
Senator Bernie Sanders heeft in 2005 en 2007 wetgeving ingediend in de Amerikaanse Senaat. Sanders is al lang een voorstander van de ideeën van Stiglitz en is voorstander van een systeem van stimulansen voor innovatie in de geneeskunde en de farmaceutische sector boven een systeem van octrooien, waarvan hij argumenteert dat het zorgt voor bedrijfsmonopolies op geneesmiddelen en de prijzen van geneesmiddelen opdrijft.